# Digitalideae
Digitalideae es una tribu  de plantas de flores perteneciente a la familia Plantaginaceae. Comprende los siguientes géneros:

## Géneros
- Digitalis - Erinus